# Macarostola noellineae
Macarostola noellineae är en fjärilsart som beskrevs av Lajos Vári 2002. Macarostola noellineae ingår i släktet Macarostola och familjen styltmalar. Inga underarter finns listade i Catalogue of Life.